# Бёртон, Роберт (политик)

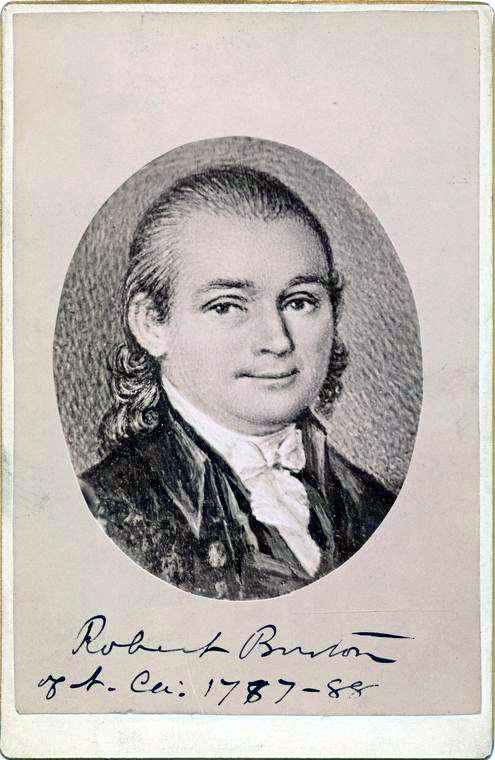
Роберт Бёртон (ок. 1787—1788)

Роберт Бёртон (Бартон, англ. Robert Burton; 20 октября 1747 — 31 мая 1825) — американский фермер и политик, офицер в Революционной войне и владелец плантаций в Северной Каролине, на месте которого ныне находится округ Вэнс. Был делегатом от Северной Каролины на Континентальном конгрессе 1787 года. С 1783 по 1815 годы Генеральная Ассамблея Северной Каролины 13 раз избирала его на годовую позицию Совета штата, который являлся официальной консультационной панелью, контролировавшей губернатора со стороны законодательной ветви власти.
Дядя губернатора Хатчинса Бёртона.